# Armia Krajowa

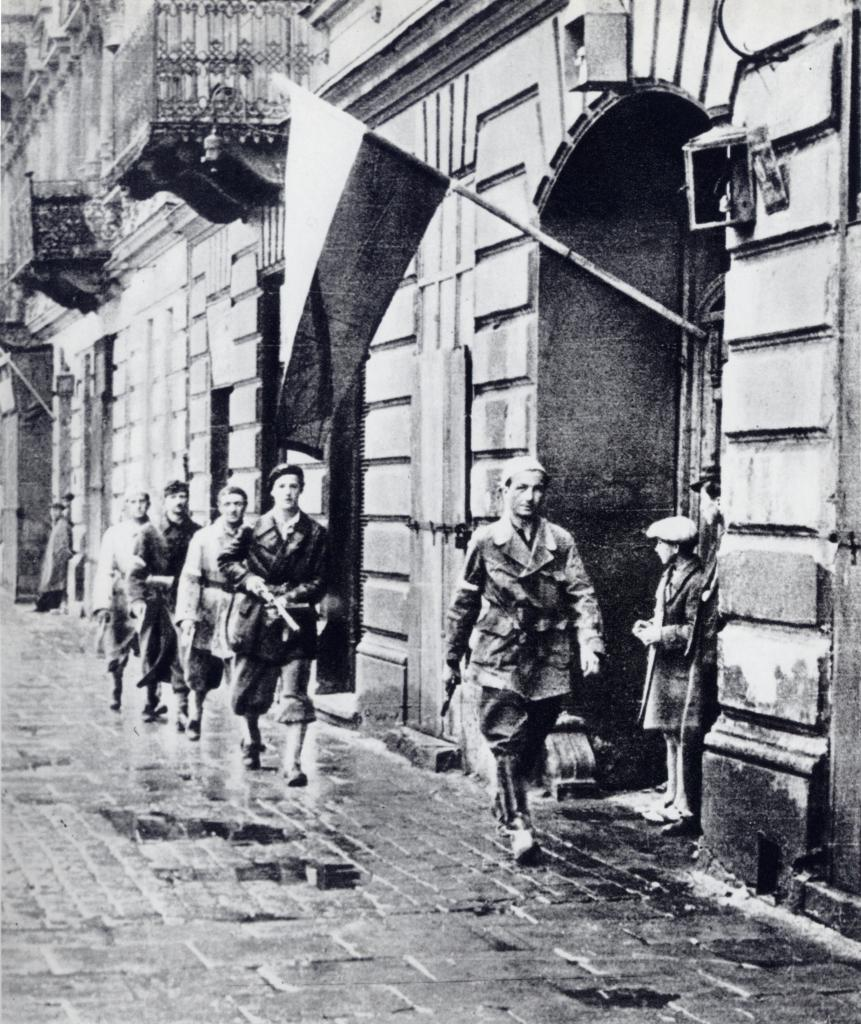
Uomini dell'Armia Krajowa pattugliano le strade del centro di Varsavia durante l'Insurrezione del 1944

L'Armia Krajowa o AK (Armata Nazionale) fu il principale movimento di resistenza nella Polonia occupata dalla Germania nazista; ha operato in tutto il territorio dello Stato dal settembre 1939, sotto altre denominazioni, e con la definitiva Armia Krajowa dalla riorganizzazione del 14 febbraio 1942 fino al suo scioglimento nel gennaio 1945. Braccio armato di quello che successivamente fu definito lo "Stato segreto polacco" (państwo podziemne), l'Armia Krajowa fu una delle più grandi organizzazioni di resistenza durante la seconda guerra mondiale.

## Storia
L'AK deriva dall'organizzazione Służba Zwycięstwu Polski (Servizio Polacco per la Vittoria), fondata il 27 settembre 1939 dal Generale Michał Karaszewicz-Tokarzewski. Il 17 novembre 1939 il Generale Władysław Sikorski sostituì questa organizzazione con la Związek Walki Zbrojnej (Unione per la Lotta Armata), che, il 14 febbraio 1942, si affiancò, per iniziativa del governo in esilio di Londra, alla Polski Związek Powstanczy (Unione della Resistenza Polacca) dando così vita all'Armia Krajowa. L'AK si scontro con la Wermacht, l'Esercito Insurrezionale Ucraino e anche con l'Armata Russa.
Stefan Rowecki (conosciuto come Grot, o "punta di freccia") fu il primo comandante dell'organizzazione fino al suo arresto avvenuto nel 1943; gli succedette Tadeusz Bór-Komorowski anch'egli poi arrestato nel settembre 1944. Leopold Okulicki, conosciuto con il nome di battaglia di Niedzwiadek ("orsacchiotto"), guidò il movimento fino ai suoi ultimi giorni. Dopo la rivolta di Varsavia, l'AK si sciolse definitivamente il 19 gennaio 1945 per evitare un conflitto armato con i sovietici ed una guerra civile. Molte unità, comunque, continuarono la loro lotta anche dopo lo scioglimento. Nel maggio 1945 l'AK attaccò il campo dell'NKVD a Rembertów dove erano prigionieri molti polacchi. I sovietici deportarono migliaia di appartenenti all'armata nei gulag, da dove molti non tornarono, e giustiziarono molti comandanti.

## Operazioni

La Kotwica, uno dei simboli dell'Armia Krajowa

Mentre l'AK non era ancora in grado di creare un sollevamento generale le sue forze furono impegnate in intensive campagne di sabotaggio. Nella primavera del 1944, l'Armia Krajowa si scontrò con i nazionalisti ucraini dell'Esercito Insurrezionale Ucraino (OUN-UPA), lungo la linea Curzon. Durante il conflitto, l'unità "Divisione Hrubieszow" dell'AK effettuò operazioni di pulizia etnica nel villaggio di Sahryn, uccidendo circa 700 civili ucraini, in quello che verrà ricordato come "massacro di Sahryn".
Il 1º agosto 1944 diede inizio alla rivolta di Varsavia. Il sollevamento aveva l'obiettivo di liberare Varsavia prima dell'arrivo dell'Armata Rossa. Gli insorti liberarono alcune centinaia di prigionieri politici e attaccarono i tedeschi in accaniti combattimenti per le strade della città, i tedeschi riuscirono a sopprimere la rivolta solo il 2 ottobre 1944, dopo avere quasi completamente raso al suolo e bruciato la città.
Le unità dell'AK effettuarono migliaia di attacchi armati e audaci operazioni di intelligence, fecero esplodere centinaia di convogli ferroviari, e parteciparono a molti scontri contro 
la polizia tedesca e unità della Wehrmacht. L'AK conduceva anche operazioni di "vendetta" in cui assassinava ufficiali della Gestapo in risposta alle tattiche di terrore adottate dai nazisti nei confronti dei civili polacchi. I gruppi Wachlarz e Kedyw in particolare si occupavano soprattutto di sabotaggio e azioni contro ufficiali tedeschi.
Maggiori operazioni militari e di sabotaggio:
- Operazione Cintura
- Operazione Tempesta
  - Insurrezione di Vilnius
  - Insurrezione di Leopoli
  - Insurrezione di Varsavia

L'Armia Krajowa fornì anche importanti informazioni di intelligence agli Alleati, per esempio sui missili tedeschi V1 e V2.

## Relazioni con gli ebrei
La maggior parte dei sopravvissuti all'Olocausto, in un'analisi di Joshua D. Zimmerman, ha riportato interazioni negative con l'Armia Krajowa. Tradizionalmente, la storiografia polacca ha presentato le relazioni tra AK ed ebrei in una luce positiva, mentre la storiografia ebraica è stata per lo più negativa. Altri studi hanno presentato una visione mista e ambivalente dei rapporti tra l'AK e gli ebrei, sono stati riportati sia "atti di violenza profondamente inquietanti" sia "atti straordinari di aiuto e compassione". L'atteggiamento dei membri dell'Armia Krajowa nei confronti degli ebrei variava ampiamente da unità a unità e l'argomento rimane controverso. Tadeusz Piotrowski riporta casi di antisemitismo da parte dell'AK e alcuni suoi membri vengono ritenuti responsabili di crimini contro gli ebrei durante la seconda guerra mondiale.
Nel febbraio 1942, il Comando delle Operazioni e l'Ufficio Propaganda dell'AK crearono la Sezione per gli Affari Ebraici, diretta da Henryk Woliński. Questa sezione raccoglieva dati e informazioni sulla situazione della popolazione ebraica, stilava rapporti e li spediva a Londra. La sezione si occupava anche di mantenere i contatti fra le organizzazioni militari polacche e quelle ebraiche. L'AK aveva dato vita ad un'organizzazione (vedere Żegota) che aveva il compito di nascondere gli ebrei che si trovavano nella cosiddetta "zona ariana" procurando documenti falsi corredati di certificati di battesimo, certificati di lavoro e di quant'altro permettesse il superamento di controlli da parte delle autorità di occupazione. Vennero rilasciati circa 60000 documenti. Provvedeva inoltre a sostenere finanziariamente chi nascondeva ebrei ed a indirizzare i bambini in istituzioni ecclesiastiche. Aveva organizzato una struttura medica per i bisogni degli ebrei e reparti in Ospedali dove venivano ricoverati e curati. L'organizzazione conduceva scuole di addestramento militare e scuole di istruzione per la produzione di granate e bombe molotov per i membri della resistenza ebraica. Sui sette membri del Comando Collettivo dell'AK tre erano ebrei.
L'AK fornì agli abitanti del ghetto di Varsavia una sessantina di pistole, diverse centinaia di bombe a mano, munizioni ed esplosivi. Durante la rivolta del ghetto, nel 1943, unità dell'AK tentarono per due volte di abbattere il muro del ghetto, e assieme all'organizzazione partigiana comunista Gwardia Ludowa attaccavano sporadicamente le sentinelle tedesche nei pressi dell'accesso al ghetto. Il Kadra Bezpieczeństwa o KB (Quadro di Sicurezza), una delle tante formazioni associate all'AK, prese parte direttamente ai combattimenti all'interno del ghetto insieme alle organizzazioni della Resistenza ebraica ŻZW e ŻOB.

## La rivolta di Varsavia
Nell'agosto del 1944, con l'avvicinarsi delle forze sovietiche a Varsavia, il governo in esilio sollecitò la rivolta della città, cosicché potesse reinstallarsi nella capitale e cercare di prevenire la presa del potere dei comunisti. L'AK, comandata da Tadeusz Komorowski, diede il via alla rivolta. Le truppe sovietiche si trovavano a meno di 20 km dalla capitale ma su ordine dell'Alto Comando Sovietico non fornirono assistenza. I polacchi chiesero aiuto agli Alleati occidentali e la Royal Air Force e la Forza Aerea Polacca, di base in Italia, paracadutarono alcuni quantitativi di armi ma, come nel 1939, fu quasi impossibile per gli Alleati aiutare i polacchi senza l'assistenza sovietica.
I combattimenti a Varsavia furono disperati, con un gran valore mostrato nella lotta strada per strada. L'AK aveva tra i 12.000 e i 20.000 uomini, la maggior parte dei quali con armi leggere, contro una forza ben armata di 20.000 SS e unità dell'esercito regolare. La speranza di Bór-Komorowski di prendere e tenere Varsavia fino al ritorno da Londra del governo in esilio non ebbe mai alcuna seria possibilità di realizzarsi. Dopo 63 giorni di lotta selvaggia la città fu ridotta ad un cumulo di macerie e la vendetta fu dura. Le SS e le unità ausiliarie reclutate tra i disertori sovietici furono particolarmente brutali. La rivolta di Varsavia permise ai tedeschi di distruggere l'AK come forza combattente, ma il maggior beneficiato fu Stalin, che ne approfittò per imporre un governo comunista alla Polonia del dopoguerra con poco timore di eventuali resistenze armate.

## Struttura
Le stime sulla dimensione dell'AK durante la prima metà del 1944 variano dai 250.000 ai 350.000 membri, di cui più di 10.000 erano ufficiali. Molte altre organizzazioni armate segrete polacche furono incorporate nell'AK, fra le quali:
- la Konfederacja Narodu (Confederazione del Popolo) nel 1943
- i Bataliony Chłopskie (Battaglioni dei Contadini)
- l'organizzazione militare del Stronnictwo Ludowe (Partito Popolare)
- la Socjalistyczna Organizacja Bojowa (Organizzazione di Combattimento Socialista, fondata dal Polska Partia Socjalistyczna (Partito Socialista Polacco)
- il Narodowa Organizacja Wojskowa (Organizzazione Militare Nazionale), fondato dallo Stronnictwo Narodowe (Partito Nazionale)
- parte dell'organizzazione di estrema destra Narodowe Siły Zbrojne (Forze Armate Nazionali) dal marzo 1944.
- la Obóz Narodowo-Radykalny Falanga (Campo Nazional-Radicale Falange) gruppo fascista antitedesco.

La struttura dell'AK era composta da 16 branche regionali, suddivise a loro volta in 89 ispettorati, composti da 278 distretti. In vista dell'Operazione Tempesta le formazioni furono riorganizzate in divisioni con gli stessi nomi di quelle del 1939 del disciolto esercito regolare. Il comando supremo definiva i compiti principali dell'AK come la preparazione delle rivolte e la preparazione della rivolta generale armata, fino alla vittoria, avvenuta la quale una delegazione dell'AK si sarebbe insediata facendo le veci del governo in esilio della Polonia a Londra, in attesa di un suo rientro.
L'Armia Krajowa comprendeva un plotone di sordi, il Pluton Głuchoniemych.
| Area                                                    | Distretto                                                                    | Nomi in codice delle unità                                                | Operazione Tempesta |
| ------------------------------------------------------- | ---------------------------------------------------------------------------- | ------------------------------------------------------------------------- | --- |
| area Varsavia Varsavia Col. Albin Skroczyński (Łaszcz)  | Est Varsavia-Praga Col. Hieronim Suszczyński (Szeliga)                       | Struga (corrente), Krynica (sorgente), Gorzelnia (distilleria)            | 10. Divisione di fanteria |
| area Varsavia Varsavia Col. Albin Skroczyński (Łaszcz)  | Ovest Varsavia Col. Franciszek Jachieć (Roman)                               | Hallerowo, Hajduki, Cukrownia (Zuccherificio)                             | 28. Divisione di fanteria |
| area Varsavia Varsavia Col. Albin Skroczyński (Łaszcz)  | Nord Varsavia Ten. Col. Zygmunt Marszewski (Kazimierz)                       | Olsztyn, Tuchola, Królewiec, Garbarnia (conceria)                         | 8. Divisione di fanteria |
| area Sud-Est Leopoli Col. Władysław Filipkowski (Janka) | Leopoli Col. Stefan Czerwiński (Luśnia)                                      | Dukat (ducato), Lira (lira), Promień (raggio)                             | 5. Divisione di fanteria |
| area Sud-Est Leopoli Col. Władysław Filipkowski (Janka) | Stanisławów Cap. Władysław Herman (Żuraw)                                    | Karaś (carpa), Struga (corrente), Światła (luce)                          | 11. Divisione di fanteria |
| area Sud-Est Leopoli Col. Władysław Filipkowski (Janka) | Tarnopol Magg. Bronisław Zawadzki (Zawadzki)                                 | Komar (zanzara), Tarcza (scudo), Ton (tono)                               | 12. Divisione di fanteria |
| aerea Ovest Poznań Col. Zygmunt Miłkowski (Denhoff)     | Pomerania Gdynia Col. Janusz Pałubicki (Piorun)                              | Borówki (mirtilli), Pomnik (monumento)                                    | |
| aerea Ovest Poznań Col. Zygmunt Miłkowski (Denhoff)     | Poznań Col. Henryk Kowalówka                                                 | Pałac (palazzo), Parcela (lotto)                                          | |
| aree indipendenti                                       | Vilnius Col. Aleksander Krzyżanowski (Wilk)                                  | Miód (miele), Wiano (dote)                                                | |
| aree indipendenti                                       | Nowogródek Ten.Col. Janusz Szlaski (Borsuk)                                  | Cyranka (anatra), Nów (luna nuova)                                        | Zgrupowanie Okręgu AK Nowogródek |
| aree indipendenti                                       | Varsavia Col. Antoni Chruściel (Monter)                                      | Drapacz (grattacielo), Przystań (porto), Wydra (lontra), Prom (traghetto) | |
| aree indipendenti                                       | Polesia Pińsk Col. Henryk Krajewski (Leśny)                                  | Kwadra (quarto di luna), Twierdza (maschio di un castello), Żuraw (gru)   | 30. Divisione di fanteria |
| aree indipendenti                                       | Volinia Równe Col. Kazimierz Bąbiński (Luboń)                                | Hreczka (grano saraceno), Konopie (canapa)                                | 27. Divisione di fanteria |
| aree indipendenti                                       | Białystok Col. Władysław Liniarski (Mścisław)                                | Lin (tinca), Czapla (airone), Pełnia (luna piena)                         | 29. Divisione di fanteria |
| aree indipendenti                                       | Lublino Col. Kazimierz Tumidajski (Marcin)                                   | Len (lino), Salon (salone), Żyto (segale)                                 | 3. Divisione di fanteria legionaria 9. Divisione di fanteria |
| aree indipendenti                                       | Cracovia vari comandanti tra i quali il Col. Julian Filipowicz (Róg)         | Gobelin, Godło (stemma), Muzeum (museo)                                   | 6. Divisione di fanteria 106. Divisione di fanteria 21. Divisione di fanteria 22. Divisione di fanteria 24. Divisione di fanteria Brigata di cavalleria motorizzata Cracovia |
| aree indipendenti                                       | Slesia Katowice vari comandanti, tra i quali il Col. Zygmunt Janke (Zygmunt) | Kilof (pick), Komin (camino), Kuźnia (fucina), Serce (cuore)              | |
| aree indipendenti                                       | Kielce-Radom Kielce, Radom Col. Jan Zientarski (Mieczysław)                  | Rolnik (fattore), Jodła (abete)                                           | 2. Divisione di fanteria legionaria 7. Divisione di fanteria |
| aree indipendenti                                       | Łódź Col. Michał Stempkowski (Grzegorz)                                      | Arka (arca), Barka (chiatta), Łania (bagno)                               | 25. Divisione di fanteria 26. Divisione di fanteria |
| aree estere                                             | Ungheria Budapest Ten.Col. Jan Korkozowicz                                   | Liszt                                                                     | |
| aree estere                                             | Reich Berlino                                                                | Blok (blocco)                                                             | |

## Armi ed equipaggiamento
Dato che era un esercito clandestino che operava in un paese occupato dal nemico, distante migliaia di chilometri da qualsiasi territorio alleato, l'AK si trovò in seria difficoltà a reperire armamenti ed equipaggiamenti. Nonostante questi ostacoli l'organizzazione riuscì comunque ad armare decine di migliaia di uomini. Le difficili condizioni consentivano l'uso della sola fanteria equipaggiata con armi leggere. Qualsiasi utilizzo dell'artiglieria, mezzi corazzati o dell'aviazione era ovviamente fuori discussione (ad eccezione di alcuni casi durante la rivolta di Varsavia). Queste unità di fanteria erano armate con armi di vario tipo che comunque erano sufficienti solo per una frazione di tutti i soldati.
La schiacciante superiorità tedesca dal punto di vista dell'armamento limitò di molto e restrinse il campo delle operazioni che l'AK poteva intraprendere.
Le armi e l'equipaggiamento dell'Armia Krajowa provenivano principalmente da quattro fonti: armi che erano state nascoste dall'esercito regolare polacco alla fine dell'invasione tedesca e russa del 1939: armi acquistate o catturate ai tedeschi ed ai loro alleati; armi costruite clandestinamente dall'organizzazione stessa e armi ricevute tramite aviolanci degli Alleati.
Dalle scorte nascoste nel 1939, l'AK ottenne: 614 mitragliatrici pesanti, 1.193 mitragliatrici leggere, 33.052 fucili, 6.732 pistole, 28 cannoni anticarro leggeri, 25 fucili anticarro e 43.154 bombe a mano. Comunque, a causa degli inadeguati metodi di conservazione, approntati in fretta durante il caos del settembre 1939, molte armi erano in cattive condizioni. Di quelle seppellite sotto terra che furono estratte nel 1944 durante la preparazione dell'Operazione Tempesta, solo il 30% era utilizzabile.
Gli acquisti di armi tra i soldati tedeschi erano condotti a livello di unità e singoli soldati. Con il diminuire delle prospettive di una vittoria della Germania e il calo del morale delle truppe tedesche, aumentò il numero dei soldati disponibili a vendere le proprie armi. Tali acquisti erano altamente rischiosi dato che la Gestapo era a conoscenza di questo mercato nero delle armi e cercava di limitarlo con operazioni mirate. Per la maggior parte questo commercio era limitato alle armi personali ma occasionalmente furono acquistate anche mitragliatrici. Era molto più facile invece l'acquisto di armi dalle truppe Italiane ed ungheresi di stanza in Polonia, che spesso vendevano volontariamente le loro armi alla resistenza polacca.
I tentativi di cattura di armi tedesche furono altamente fruttuosi. Venivano compiuti assalti ai treni che trasportavano equipaggiamento al fronte, ed anche a posti di guardia e di gendarmeria. Talvolta le armi venivano sottratte a singoli soldati tedeschi che venivano avvicinati nelle strade. Durante l'insurrezione di Varsavia, l'AK riuscì addirittura a catturare alcuni veicoli corazzati tedeschi.
Armi venivano prodotte clandestinamente dall'AK nelle sue officine segrete, ma anche da membri dell'organizzazione infiltrati nelle fabbriche tedesche di armamenti. In questo modo l'AK si dotò di pistole mitragliatrici (copie dello Sten britannico e della Błyskawica polacca), pistole (Vis), lanciafiamme, ordigni, mine anticarro e bombe a mano (vedere Filipinka e Sidolówka). Centinaia di persone erano coinvolte in questo sforzo produttivo.
Un'altra fonte erano i lanci effettuati dagli aerei alleati. Questo era l'unico modo per ottenere armi rare ma altamente necessarie come esplosivi al plastico o armi anticarro come il PIAT. Durante la guerra 485 aerei Alleati effettuarono lanci destinati all'AK, consegnando 600,9 tonnellate di materiale. Durante queste operazioni andarono persi 70 velivoli e morirono 62 aviatori (di cui 28 polacchi). Oltre all'equipaggiamento gli aerei paracadutarono anche istruttori qualificati, i Cichociemni, 346 di loro furono inviati in Polonia durante il conflitto. A causa della grande distanza dalle basi nel Regno Unito e nel Mediterraneo, e del tiepido supporto politico i lanci effettuati furono solo una frazione di quelli effettuati in supporto della Resistenza francese o di quella iugoslava.